# Боденман, Симон
Симо́н Бо́денман (нем. Simon Bodenmann; род. 2 марта 1988, Урнеш) — швейцарский хоккеист, крайний нападающий.

## Статистика
Последнее обновление: 15 июня 2013 года

### Клубная карьера
```
                                     --- Regular Season ---  ---- Playoffs ----
Season   Team                 Lge    GP    G    A  Pts  PIM  GP   G   A Pts PIM
-------------------------------------------------------------------------------
2006-07  Kloten               Swiss   1    0    0    0    0  --  --  --  --  --
2007-08  Kloten               Swiss  18    0    0    0    4  --  --  --  --  --
2008-09  Kloten               Swiss  12    0    1    1    2   9   0   2   2   0
2008-09  Thurgau              Swis2  34    7   11   18   26   6   3   0   3  10
2009-10  Kloten               Swiss  45    4    6   10   10  10   1   2   3   0
2010-11  Kloten               Swiss  41   17    9   26   28  18   2   3   5  12
2011-12  Kloten               Swiss  48    6   13   19   20   5   0   0   0   2
2012-13  Kloten               Swiss  49   15   13   28   30  --  --  --  --  --
```

### Международные соревнования
| Год                   | Сборная               | Турнир                | Место                 |    | И | Г | П | О | Штр |
| --------------------- | --------------------- | --------------------- | --------------------- | -- | - | - | - | - | --- |
| 2006                  | Швейцария (юниор.)    | ЮЧМ (до 18) Д1        | 1                     | 5  | 3 | 0 | 3 | 8 |     |
| Всего (юниор. и мол.) | Всего (юниор. и мол.) | Всего (юниор. и мол.) | Всего (юниор. и мол.) | 5  | 3 | 0 | 3 | 8 |     |
| 2013                  | Швейцария             | ЧМ                    |                       | 10 | 2 | 3 | 5 | 2 |     |
| Всего (осн. сборная)  | Всего (осн. сборная)  | Всего (осн. сборная)  | Всего (осн. сборная)  | 10 | 2 | 3 | 5 | 2 |     |

## Достижения
- Серебряный призёр чемпионата мира (2013) в составе сборной Швейцарии.